# Gordo Casaretto
Alejandro Guillermo Romero Cáceres (Lima, 25 de febrero de 1946-Lima, 29 de mayo de 2018), más conocido como Gordo Casaretto, fue un cómico peruano que actuó en diversos programas de la televisión y recitales de su país.
El sobrenombre de Gordo Casaretto se debió al parecido físico con el futbolista peruano Enrique Cassaretto.

## Trayectoria
Romero Cáceres nació en el barrio de Tayacaja, en el centro de Lima. Inició su carrera artística en 1975. Después de ser cantante de orquesta, se dedicó a la comicidad. Entre sus influencias están el cómico argentino Jorge Porcel.
Trabajó en diferentes programas humorísticos de la televisión peruana como El tornillo a fines de los 70 y Risas y salsa en los 80, siendo parte del diverso grupo de artistas de esos espacios cómicos. En 1984 fue figura estelar, junto a su compadre Miguelito Barraza de Humor redondo. De 1989 a 1994, fue parte del elenco del programa Las mil y una de Carlos Álvarez, junto con otros integrantes de Risas y Salsa. Donde imitó a variados personajes nacionales e internacionales, siendo para muchos críticos su mejor etapa artística.
En 1994 regresó a Risas y salsa, transmitido por Panamericana Televisión, al lado de Justo Espinoza "Petipán", Miguel "Chato" Barraza, Guillermo Rossini, entre otros.
Hizo su reaparición en 2005 en los programas cómicos Esposos pero tramposos, Los tres cantineros y Sábado bravazo, también transmitidos por Panamericana Televisión. Al fracasar estos espacios, Casaretto comenzó a frecuentar como actor invitado en del programa cómico El especial del humor, al lado de Carlos Álvarez y Jorge Benavides. En mayo de 2006, su caracterización satírica de la entonces presidenta de Chile, Michelle Bachelet, provocó críticas de parte de la prensa chilena y una protesta diplomática de las autoridades de ese país por considerarla irrespetuosa.
En 2007, Casaretto abandonó esta producción y regresó a Panamericana Televisión, para actuar en otro espacio cómico sabatino, Astros de la Risa.
En 2008, regresó a El especial del humor, pero esta vez uniéndose como actor principal. Tenía una expresión de combate ("...no pasaaa, noooooooooo pasa...") que usó en un famoso y difundido comercial de la cerveza Brahma junto a Carlos Alcántara y Miguel "Chato" Barraza.
Su personaje más famoso, la Pirula, está basado en un bailarín amanerado llamado Curro, quien trabajaba en el Canal 4 y quien era vecino de su barrio. “Te ad-ad-adviertoooo” o "Un momentiiito" son sus muletillas más características. La mayoría de sus personajes tienen casi siempre la misma voz y gestos parecidos a los de la Pirula, que fue nombrada con este apodo por tener una mascota canina con ese nombre. Entre sus personajes, también se destaca el personaje de Maricarmen Tamalín, parodia de la cantante Maricarmen Marín, en el sketch Yo sí soy, en El especial del humor. 
En abril de 2015, sufrió un derrame cerebral por el que fue hospitalizado durante cinco meses en la UCI de un hospital local.
Poco antes de la cancelación de El especial del humor en 2015, el Gordo Casaretto sufrió la amputación de su pierna derecha. Sin embargo, su contrato venció poco antes de esta operación, por lo que ya no apareció en los últimos programas restantes.
En ese mismo año debutó en el cine en la película peruana Rosa Chumbe del director Jonatan Relayze.
En sus últimos años padeció de una grave depresión. Falleció en su domicilio en Lima el 29 de mayo de 2018 a los setenta y dos años. Sus restos fueron velados en la sala Mochica del Ministerio de Cultura.

## Filmografía

### Televisión
- Las mil y una de Carlos Álvarez (1989-1994)
- Risas y salsa (1994-1996,1997-1999)
- Risas de América (1997)
- Cueros y carcajadas (2001)
- A reír (2001)
- El especial del  humor (2005-2007, 2008-2014)
- Esposos pero tramposos (2005)
- Los tres cantineros (2005)
- Astros de la risa (2007)
- Porque hoy es sábado con Andrés (2015) como invitado

### Cine
- 2015: El pequeño seductor
- 2016: Rosa Chumbe (como él mismo)